# حادث طائرة خطوط طيران يونايتد في جسترتون
حصل حادث طائرة البوينغ 247 التابعة لخطوط يونايتد ورقم تسجيلها هو (NC13304) بالقرب من جسترتون بولاية انديانا في 10 أكتوبر 1933م.  وكانت تحمل سبعة أشخاص - 3 طاقم وأربعة ركاب - قادمة من نيوآرك، نيوجيرسي وحطت بكليفلاند وكانت متجهة إلى شيكاغو ولكنها انفجرت بالطريق إلى المحطة الأخيرة في أوكلاند، كاليفورنيا مما تسبب بمقتل جميع الركاب. 
قال شهود العيان بأنهم سمعوا صوت انفجار حوالي الساعة 9:15 مساء، وقد رؤوا الطائرة وهي تحترق على علو 1,000 قدم. وقد حصل الانفجار الثاني عند ارتطام الطائرة بالأرض.
محقق من مقاطعة بورتر وجامعة نورثويست بحثا أدلة من الحادث واستنتجا أن الحادث ناتج من قنبلة، وقد وصف رئيس مكتب التحقيقات الفيدرالي، فرع شيكاغو الحادث كالتالي: " التحقيقات أقنعتني بأن المأساة نتجت عن انفجار وقع في مخزن الأمتعة بمؤخرة الطائرة. كل شيء كان أمام المخزن قد انفجرت للمقدمة والذي وراء المخزن قد انفجر للخلف، والأشياء التي كانت بجانبي المخزن قد انفجرت للخارج.

خزانات الوقود التي من المفترض انفجارها إلا إنها وقعت مع الطائرة بدون أي دليل على انفجارها". فسبب الانفجار حسب استنتاج المحققين هو وجود النيتروغليسرين. 

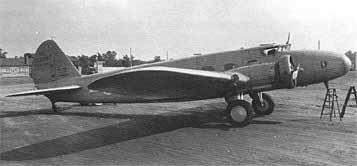
طائرة البوينغ 247 التي وقعت نتيجة الانفجار

رغم أنه كان هناك تقرير يقول بأن شخص ما أدخل شحنة بنية اللون إلى الطائرة في نيوارك، ولكن لم يتم توجيه تهمة إلى أي شخص في هذا الحادث. وهذا أول عمل من أعمال التخريب الجوي في تاريخ الطيران التجاري. أحد أفراد الطاقم كان امرأة واسمها أليس سكريبنر (Alice Scribner) من شيكاغو، وهي أول مضيفة تموت في حادث طيران.

## وصلات خارجية
- معلومات حادث الطائرة